# SAGSAGA
Die SAGSAGA ist ein Fachverband zur Förderung der Planspielmethode im deutschsprachigen Raum. Der eingetragene Verein versteht sich als interdisziplinäres Netzwerk von Menschen, die sich für Planspiele und weitere erfahrungsorientierte Lern- und Lehrformen interessieren.

## Name
Der Vereinsname SAGSAGA wird zusammenhängend wie ein deutsches Wort ausgesprochen („Sagsaga“, Lautschrift zagzaːga) und steht abgekürzt für die englischsprachige Bezeichnung Swiss Austrian German Simulation And Gaming Association. Die offizielle deutschsprachige Entsprechung lautet „Gesellschaft für Planspiele in Deutschland, Österreich und der Schweiz“ und war bis 2019 Vereinsname. Simulation and Gaming (kurz S&G) ist die im angelsächsischen Raum übliche Bezeichnung für die Planspielmethode. Das Kürzel SAG(A) wird international von mehreren Verbänden verwendet, die sich mit der Planspielmethode beschäftigen und mit denen die SAGSAGA kooperiert. Dazu gehören neben dem internationalen Planspiel-Fachverband ISAGA (International Simulation And Gaming Association) Vereinigungen wie SAGANet (Simulation and Gaming Association – The Netherlands, Niederlande), NASAGA (North American Simulation and Gaming Association, Nordamerika), SAGSET (Society for the Advancement of Games and Simulations in Education and Training, Großbritannien), SIGIS (Società Italiana dei Giochi di Simulazione, Italien), JASAG (Japan Association of Simulation And Gaming, Japan) und OzSAGA (Australian Simulation and Games Association, Australien).

## Zielsetzung
Satzungsgemäßes Ziel der SAGSAGA ist es, die Planspielmethode zu verbreiten und deren Entwicklung zu fördern. „Als Planspielmethode soll dabei ein breites Spektrum von erfahrungsorientierten Lehr- und Lernformen verstanden sein, wie u. a. klassische Unternehmens- und Managementplanspiele, Computersimulationen, Rollenspiele, Lernspiele, Szenariotechniken, Fallmethoden, Projektmethoden, erlebnispädagogische Aktivitäten, Unternehmenstheater usw., die zur Simulation von Prozessen […] und zur Entwicklung von Systemkompetenz in unterschiedlichen Lebensbereichen beitragen.“
Ihren Mitgliedern – Planspielentwicklern und -forschern, sowie Planspielanwendern aus der Privatwirtschaft und öffentlichen Institutionen wie Hochschulen, Schulen, NGOs etc. – bietet die SAGSAGA eine Plattform für fachlichen Austausch.
Schwerpunkte der Vereinsaktivitäten sind:
- Aufbau und Pflege eines Netzwerks und die Förderung von fachlichem Austausch
- Förderung des Dialogs auch über Ländergrenzen hinweg
- Unterstützung der Aus-, Fort- und Weiterbildung von Planspiel-Spezialisten
- Förderung und Realisierung von Forschungsprojekten

## Verbandsstruktur
Die SAGSAGA ist ein ehrenamtlich organisierter Verband. Der Vorstand besteht zurzeit aus 7 Mitgliedern, Vorsitzender ist seit Dezember 2021 Sebastian Schwägele (Stand Juli 2023). Die Mitgliedschaft steht sowohl natürlichen als auch juristischen Personen und Personenvereinigungen offen. In der anwendungsorientierten und wissenschaftlichen Arbeit wird die SAGSAGA von einem Fachbeirat unterstützt. Offizielles Journal der Simulation And Gaming-Verbände, zu denen auch die SAGSAGA gehört, ist die seit 1970 von SAGE Publications herausgegebene Zeitschrift Simulation & Gaming. 2017 hatte der Verein über 200 Mitglieder. 2021 waren es nach Eigenangaben etwa 200, davon 57 Organisationen wie Hochschulen, Vereine und Unternehmen.

## Veranstaltungen und Initiativen

### Netzwerktreffen
Ein- bis zweimal jährlich werden an wechselnden Orten in Deutschland, Österreich oder der Schweiz Netzwerktreffen zu verschiedenen Themen veranstaltet. Diese Treffen bieten den Mitgliedern die Möglichkeit, neue Planspiele auszuprobieren oder aktuelle Themen zu diskutieren. Teilweise findet in diesem Rahmen ein Treffen von Forschungsinteressierten zum Austausch statt („SAGSAGA Forschungsforum“).

### Europäisches Planspielforum
Das Europäische Planspielforum (Abkürzung EUPF) ist das derzeit größte herstellerunabhängige Fachforum zum Themenfeld Planspiel. Es wurde 1985 von Walter Rohn, dem damaligen Leiter der Deutschen Planspielzentrale, ins Leben gerufen und fand seitdem regelmäßig sowohl als alleinstehende Veranstaltung als auch im Rahmen verschiedener Messen und Kongresse wie der edut@ain, der Learntec oder der Professional Learning Europe (PLE) statt. Nach ihrer Gründung im Jahr 2001 übernahm die SAGSAGA die Organisation der Veranstaltung und richtet sie seit 2015 im zweijährigen Rhythmus gemeinsam mit dem Zentrum für Managementsimulation (ZMS) der DHBW Stuttgart aus. Das 34. Europäische Planspielforum fand am 22. und 23. Juni 2023 unter dem Motto „Planspiele – interdisziplinär vernetzt“ mit knapp 100 Teilnehmern auf dem Bildungscampus Heilbronn statt.

### Deutscher Planspielpreis
Mit dem Deutschen Planspielpreis (Abkürzung DPP) werden herausragende wissenschaftliche Studienabschlussarbeiten zum Themenfeld Planspiel ausgezeichnet. Für Dissertationen und Habilitationen werden Sonderpreise vergeben. Die SAGSAGA ist seit Gründung des Deutschen Planspielpreises Kooperationspartner dieses vom Zentrum für Managementsimulation (ZMS) der DHBW Stuttgart getragenen Projekts. Ziel des Preises ist es, zumeist unveröffentlichte Arbeiten zugänglich zu machen und damit die Weiterentwicklung der Methode zu unterstützen. Der Deutsche Planspielpreis ist mit bis zu 1.000 Euro dotiert, darüber hinaus erhalten alle Preisträger ein Förderpaket. 2023 wurden die Geldpreise von der Dieter-Schwarz-Stiftung gestiftet.

### Internationaler Planspieltag
2017 rief die SAGSAGA erstmals einen Internationalen Planspieltag aus (englisch: International Day of Simulation & Gaming, Abkürzung IPT). Seitdem finden weltweit an einem Tag im November Veranstaltungen statt, bei denen es um Planspiele, ihre Entwicklung, Anwendung oder Forschung geht. Ziel dieses interaktiven Erlebnistages ist es, die Planspielmethode einer breiteren Öffentlichkeit bekannt zu machen. Die Teilnahme an den Veranstaltungen ist kostenlos, angeboten werden sie von Mitgliedern der SAGSAGA und ihrer Partnerverbände. Ein Beispiel für Aktivitäten am Internationalen Planspieltag 2018 waren Vorträge, Planspiele und Workshops unter dem Motto „Zukunft spielen – Systeme und Nachhaltigkeit erleben und verstehen“ an der Fachhochschule Vorarlberg. Der 7. Internationale Planspieltag ist der 17. November 2023.

### ISAGA-Konferenzen
2004 war die SAGSAGA unter der Leitung des Hochschullehrers und Gründungsvorsitzenden Willy Christian Kriz Gastgeberin der jährlich stattfindenden internationalen Fachkonferenz der ISAGA. Nach 15 Jahren fand diese erstmals wieder in Deutschland statt. Veranstaltungsort der mit über 500 Personen besuchten Konferenz zum Thema Bridging the Gap: Transforming knowledge into action through gaming and simulation war München. Zehn Jahre später, im Juli 2014, tagte die 45. Fachkonferenz der ISAGA unter Federführung der SAGSAGA in Dornbirn (Österreich). Das Motto der Veranstaltung lautete The shift from teaching to learning: individual, collective and organizational learning through gaming & simulation.